# مارینا دائونیا
مارینا دائونیا (ایتالیایی: Marina Daunia؛ زادهٔ ۲ ژوئن ۱۹۴۷) که گاهی با نام مستعار مارینا دی لئو هم شناخته می‌شود، بازیگر اهل ایتالیا است که در نیمه دوم دهه ۱۹۷۰ میلادی با بازی در فیلم‌هایی از ژانرهای مختلف، دوره‌ای کوتاه از شهرت را برای خود کسب کرد.
از فیلم‌هایی که وی در آن‌ها نقش داشته است، می‌توان به دختران اس‌اس و همسر شیطان اشاره نمود.